# Tramtunnel Milchbuck–Schwamendingen
| Station Tierspital |                     |                                                             |                            |
| Spurweite: | 1000 mm (Meterspur) |                                                             |                            |
| |                     |                                                             |                            |
| \| \| \| vom Schaffhauserplatz \| \| \| \| \| von ETH/Universitätsspital \| \| \| \| \| Milchbuck \| \| \| \| \| nach Sternen Oerlikon \| \| \| \| \| Überwerfung (Gleis in Richtung Schwamendingen oberirdisch) \| \| \| \| \| \| \| \| \| \| Überwerfung (Gleis in Richtung Zürich Zentrum unterirdisch) \| \| \| \| \| Tierspital \| \| \| \| \| Waldgarten \| \| \| \| \| Ueberlandpark \| \| \| \| \| \| \| \| \| \| Gleiskreuzung \| \| \| \| \| Schwamendingerplatz \| \| \| \| \| zum Bahnhof Stettbach \| \| \| \| \| nach Hirzenbach \| \| |                     |                                                             |                            |
| U-Bahn-Strecke |                     | vom Schaffhauserplatz                                       | vom Schaffhauserplatz      |
| U-Bahn-Abzweig geradeaus und von rechts |                     | von ETH/Universitätsspital                                  | von ETH/Universitätsspital |
| U-Bahn-Haltepunkt / Haltestelle |                     | Milchbuck                                                   | Milchbuck                  |
| U-Bahn-Abzweig geradeaus und nach links |                     | nach Sternen Oerlikon                                       | nach Sternen Oerlikon      |
| |                     | Überwerfung (Gleis in Richtung Schwamendingen oberirdisch)  |                            |
| U-Bahn-Tunnelanfang |                     |                                                             |                            |
| |                     | Überwerfung (Gleis in Richtung Zürich Zentrum unterirdisch) |                            |
| U-Bahn-Haltepunkt / Haltestelle (im Tunnel) |                     | Tierspital                                                  | Tierspital                 |
| U-Bahn-Haltepunkt / Haltestelle (im Tunnel) |                     | Waldgarten                                                  | Waldgarten                 |
| U-Bahn-Haltepunkt / Haltestelle (im Tunnel) |                     | Ueberlandpark                                               | Ueberlandpark              |
| U-Bahn-Tunnelende |                     |                                                             |                            |
| |                     | Gleiskreuzung                                               |                            |
| U-Bahn-Haltepunkt / Haltestelle |                     | Schwamendingerplatz                                         | Schwamendingerplatz        |
| U-Bahn-Abzweig geradeaus und nach rechts |                     | zum Bahnhof Stettbach                                       | zum Bahnhof Stettbach      |
| U-Bahn-Strecke |                     | nach Hirzenbach                                             | nach Hirzenbach            |

Der Tramtunnel Milchbuck–Schwamendingen ist ein Teil des Tramnetzes von Zürich, der als Unterpflaster-Strassenbahn errichtet wurde. Der doppelspurige Tunnel zwischen Milchbuck (im Quartier Unterstrass) und dem Schwamendingerplatz (im Quartier Schwamendingen) ist 2,5 km lang und besitzt drei unterirdische Stationen. Ein Teil der Strecke entstand in den 1970er Jahren zusammen mit dem Schöneichtunnel als Bauvorleistung, blieb jedoch nach dem Scheitern des U-Bahn-Projekts im Jahr 1973 über ein Jahrzehnt lang ungenutzt. Seit dem 1. Februar 1986 wird der Tunnel von den Tramlinien 7 und 9 der Verkehrsbetriebe Zürich (VBZ) befahren. Eine Besonderheit ist der signalmässige Betrieb. Dafür wurde auch die Integra-Signum-Streckenblocksicherung «Zugstop» (neue Bezeichnung ZST 90) eingebaut.

## Beschreibung
Die Tunnelstrecke beginnt unmittelbar nördlich der Haltestelle Milchbuck, wo sie von der Strecke nach Oerlikon abzweigt. Sie folgt zunächst in ostnordöstlicher Richtung der Hirschwiesenstrasse und erreicht die Winterthurerstrasse, unter der die Station Tierspital liegt. Anschliessend verläuft sie unter der Südseite des Schöneichtunnels. In diesem Bereich befindet sich die Station Waldgarten. Unter dem Autobahnzubringer A1L geht es weiter bis zur dritten unterirdischen Station Ueberlandpark (bis 2023: Schörlistrasse). Kurz danach biegt der Tunnel in südöstlicher Richtung ab und endet schliesslich bei der Rampe nahe der Kreuzung Saatlenstrasse/Auhofstrasse.
Eine Besonderheit des Tunnels ist, dass die Trams im Linksverkehr fahren. Die drei Tunnelstationen sind mit 138 Meter langen und 6 Meter breiten Mittelbahnsteigen ausgestattet, was auf die früheren U-Bahn-Planungen zurückzuführen ist. Als klassische Einrichtungsfahrzeuge verfügen die Zürcher Strassenbahnwagen jedoch nur über Türen an der rechten Seite. Um den Seitenwechsel zu ermöglichen, gibt es beim Milchbuck ein niveaufreies halb-unterirdisches Überwerfungsbauwerk (das von aussen nicht direkt sichtbar ist). Die entsprechende Kreuzung in Schwamendingen ist nach der Rampe in der Saatlenstrasse als Gleiskreuzung ausgeführt.

## Planungs- und Baugeschichte
Schwamendingen wurde bereits von 1906 bis 1931 durch eine Strassenbahnlinie erschlossen. Hierbei handelte es sich um eine 2,1 km lange einspurige Zweigstrecke der Strassenbahn Zürich–Oerlikon–Seebach vom Sternen in Oerlikon zum Hirschenplatz in Schwamendingen. Nach der Eingemeindung im Jahr 1934 begann Schwamendingen stark zu wachsen. 1946 erhielten die VBZ vom Stadtrat den Auftrag, eine Tramlinie vom Milchbuck nach Schwamendingen zu planen, doch vor allem Stadtingenieur Herbert Steiner wandte sich entschieden gegen dieses Vorhaben. Als 1951 der Ausbau der Winterthurerstrasse beschlossen wurde, fand der gleichzeitige Bau einer Strassenbahnstrecke keine Berücksichtigung mehr. Das im Jahr 1961 vorgestellte Tiefbahn-Projekt sah neben einem ausgedehnten U-Strassenbahnnetz im Zentrum Zürichs auch unterirdische Zweigstrecken nach Oerlikon und Schwamendingen vor. Die Stimmberechtigten der Stadt Zürich lehnten allerdings am 1. April 1962 das 543,7 Millionen Franken teure Projekt mit 61,1 % der Stimmen ab.
Die Verkehrsprobleme nahmen weiter zu und insbesondere Schwamendingen verzeichnete ein anhaltend hohes Bevölkerungswachstum. Eine Behördendelegation, eingesetzt von Kantonsrat, Stadtrat und SBB-Generaldirektion, begann 1965 mit der Planung eines U-Bahn- und S-Bahn-Netzes. Von der ersten U-Bahn-Linie zwischen Dietikon und dem Flughafen Zürich sollte an der Station Hirschwiesen (beim Milchbuck) eine Zweigstrecke nach Schwamendingen abzweigen. Die Planungen waren geprägt von der grenzenlos scheinenden Wachstumseuphorie der 1960er Jahre. Das Vorhaben stiess zunächst kaum auf Opposition. Zu Beginn der 1970er Jahre sollte der Bau des Autobahnzubringers A1L beginnen. Um diesen nicht unnötig zu verzögern, wurde beschlossen, den darunter liegenden, 1364 Meter langen Abschnitt des U-Bahn-Tunnels als Rohbau zu erstellen, zusammen mit dem Schöneichtunnel. Die Stadtbehörden wiesen ausdrücklich auf die Möglichkeit einer späteren Nutzung durch die Strassenbahn hin, sollte das U-Bahn-Projekt «wider Erwarten» scheitern. Am 14. März 1971 stimmten die Stimmberechtigten von Zürich diesem 31 Millionen Franken teuren Teilprojekt mit einem Ja-Anteil von 78,5 % zu.
Das politische Klima änderte sich. Während die S-Bahn weitgehend unbestritten war, galt die U-Bahn zunehmend als «Projekt des Grössenwahnsinns». Zwei Abstimmungen am 20. Mai 1973 endeten mit einer überraschend deutlichen Ablehnung des ehrgeizigen Projekts, für dessen ersten Etappe Kosten von 1,255 Milliarden Franken veranschlagt worden waren. Der Finanzierungsanteil des Kantons Zürich in der Höhe von 599,2 Millionen Franken wurde kantonsweit mit 56,9 % der Stimmen abgelehnt. Die zweite Abstimmung in der Stadt über einen Beitrag von 545,5 Millionen Franken scheiterte gar mit 71,1 % Nein. Nur einen Monat nach der Abstimmung reichte die Sozialdemokratische Partei eine städtische Volksinitiative ein, die einen Pauschalkredit von 200 Millionen für den Ausbau des öffentlichen Verkehrs verlangte (verteilt auf zehn Jahre). Vor allem die bisher vernachlässigte Strassenbahn sollte davon profitieren. Als die Initiative am 13. März 1977 zur Abstimmung gelangte, wurde sie knapp mit 51,3 % angenommen.
1978 stand der sieben Jahre zuvor genehmigte Tunnelabschnitt unter dem Autobahnzubringer vor der Fertigstellung. Mit dem Hauptanteil des 200-Millionen-Kredits sollte nun der Bau einer Tramstrecke finanziert werden, die von Milchbuck durch den Tunnel zum Schwamendingerplatz führen und sich dort in zwei oberirdische Äste zum Bahnhof Stettbach und nach Hirzenbach verzweigen sollte. Die Kosten sollten 123 Millionen Franken betragen. Nachdem der Gemeinderat das Projekt mit 72 zu 19 Stimmen genehmigt hatte, war es auch in der städtischen Volksabstimmung am 24. September 1978 erfolgreich (Zustimmung von 60,8 %). Nennenswerte Opposition hatte es nur in Schwamendingen selbst gegeben. Dort war die Vorlage mit 60 % abgelehnt worden, was ein tramfeindliches Komitee dazu bewog, Unterschriften für die Volksinitiative «Züri-Tram nöd eso» (Zürcher Strassenbahn so nicht) zu sammeln. Sie forderte, die Tramstrecke nur bis zum Schwamendingerplatz zu führen und auf die beiden Äste nach Stettbach und Hirzenbach zu verzichten. Am 8. Juni 1980 scheiterte die Initiative mit 67,4 % Nein, in Schwamendingen gab es eine äusserst knappe Ablehnung. Nach etwas mehr als fünf Jahren Bauzeit erfolgte am 1. Februar 1986 die Eröffnung.
2009 kündigte Stadtrat Andres Türler die bevorstehende Sanierung der Tunnelstationen Tierspital, Waldgarten und Schörlistrasse an. Die Kosten wurden auf 13,2 Millionen Franken veranschlagt, wovon 10,1 Millionen auf die technische Erneuerung und 3,1 Millionen auf die gestalterische Aufwertung entfielen. Die Arbeiten begannen im März 2011 und dauerten bis Oktober 2012. Vorrangiges Ziel waren die Erhöhung der Sicherheit und ein barrierenfreier Zugang zu den Strassenbahnen. Die neuen Rolltreppen sind die ersten in der Schweiz, die im Wechselbetrieb laufen, also in beiden Richtungen betrieben werden. Darüber hinaus wurden die zuvor düster wirkenden Stationen mit verschiedenen Massnahmen freundlicher gestaltet.
Am 31. Dezember 2015 brach um 5 Uhr morgens im Tunnel zwischen den Haltestellen Milchbuck und Tierspital ein Kabelbrand aus. Verletzt wurde niemand. Der Sachschaden beläuft sich auf weit über 100'000 Franken. Vom 21. August bis zum 19. Oktober 2023 sind Sanierungsarbeiten zum Schienenersatz vorgesehen.

## Galerie

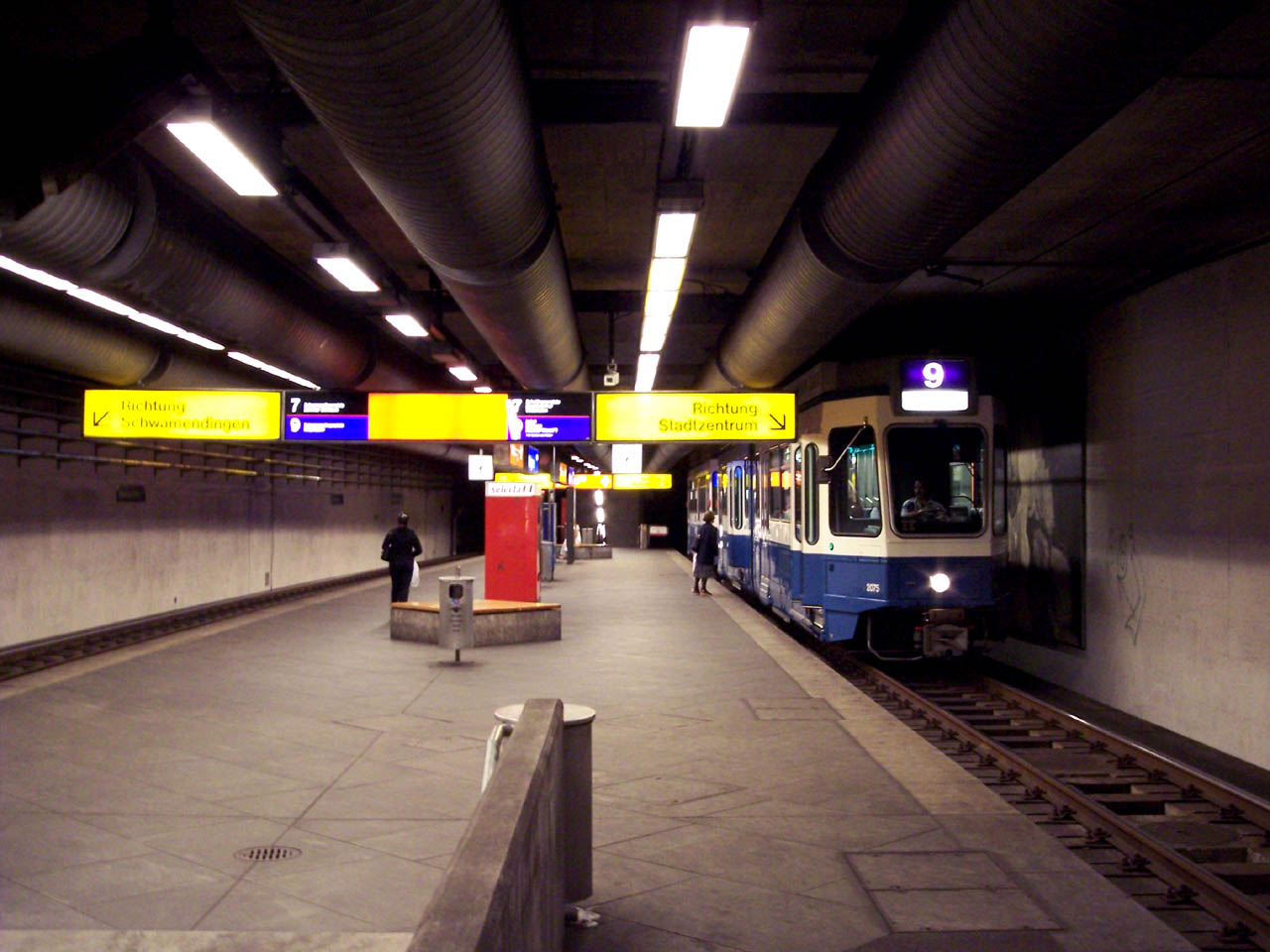
Station Waldgarten vor der Sanierung (2005)
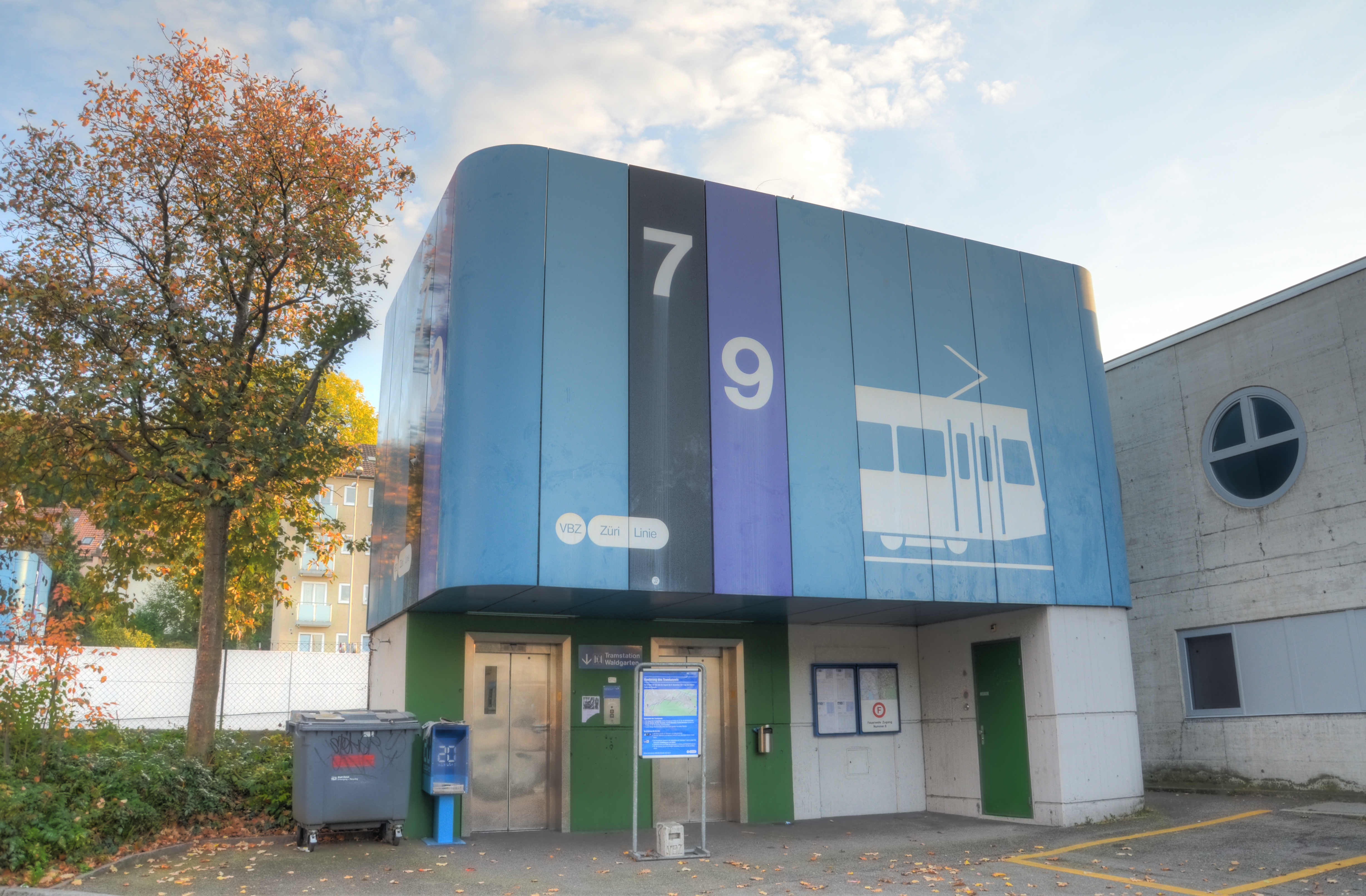
Zugang zur Station Waldgarten vor der Sanierung
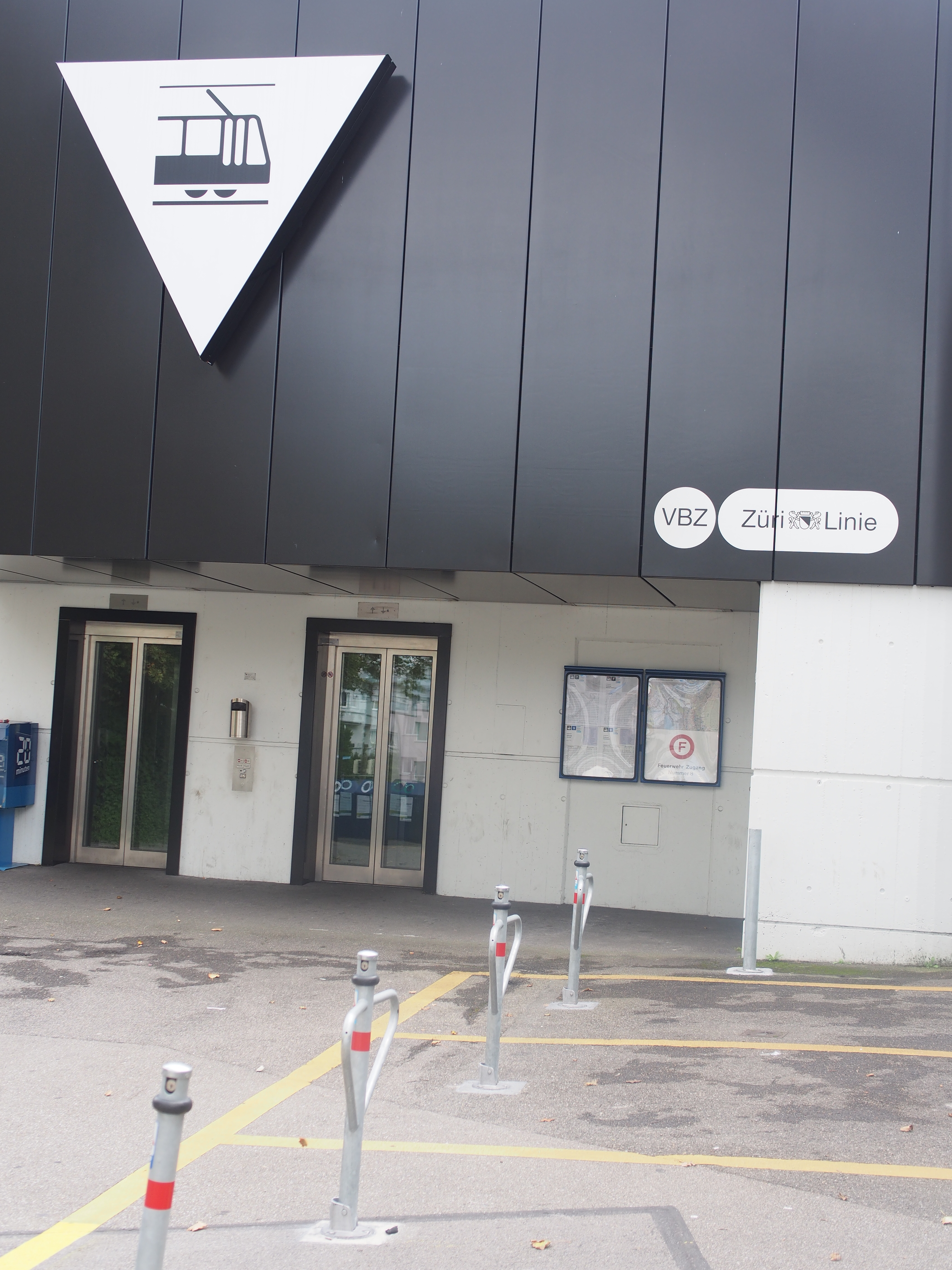
Zugang zur Station Waldgarten nach Sanierung
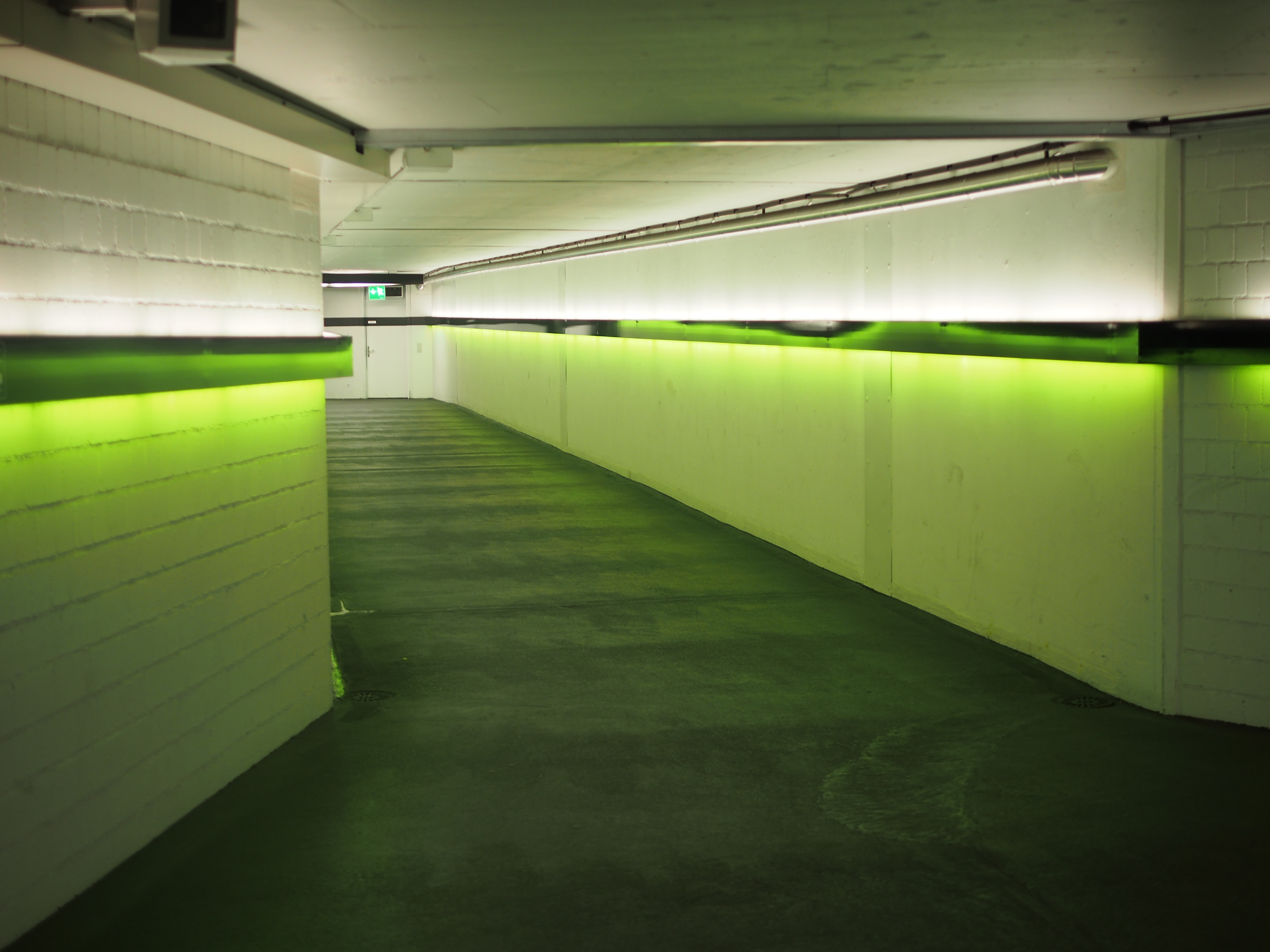
Durchgang in der Station Waldgarten nach der Sanierung
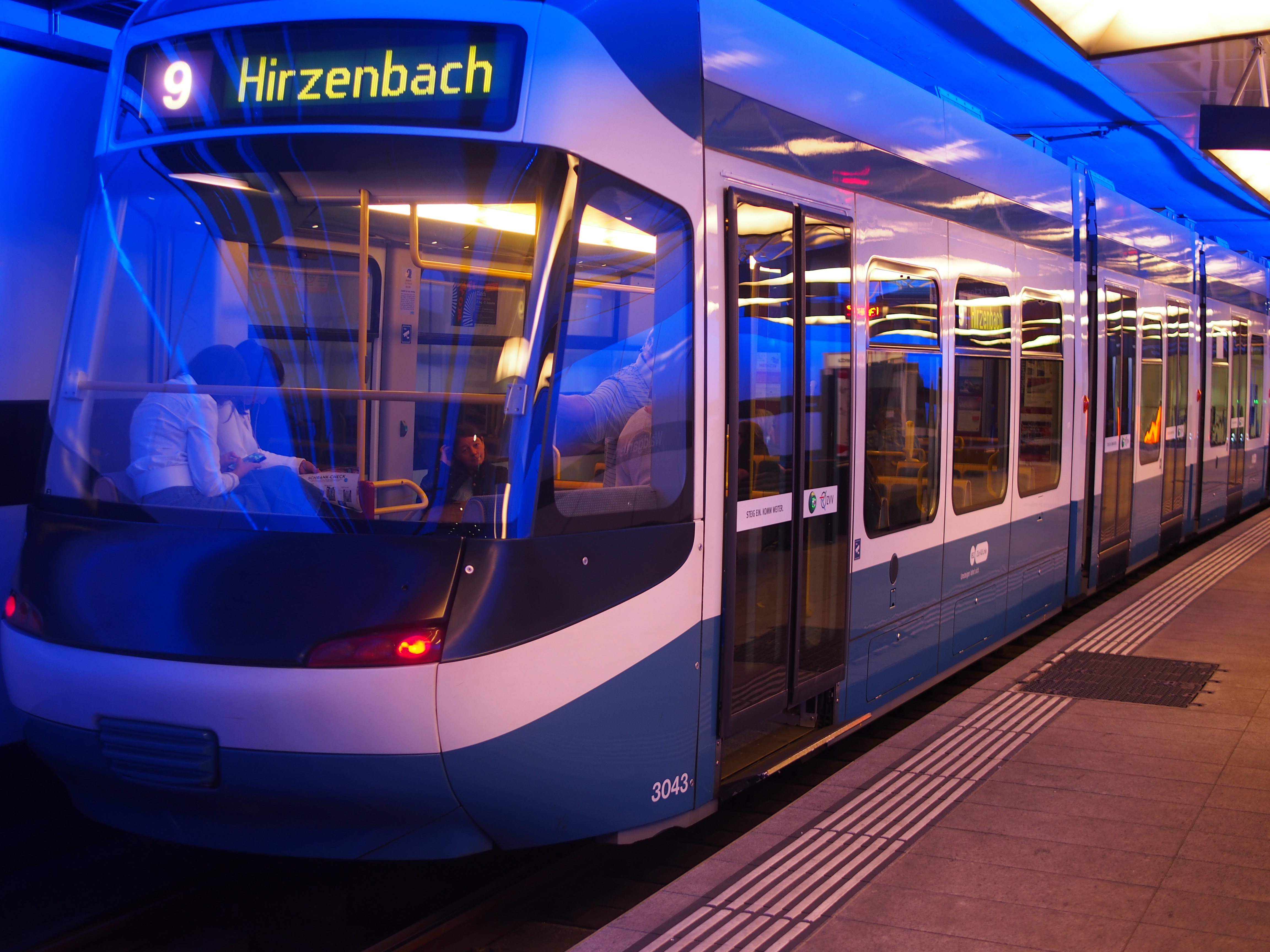
VBZ Be 5/6 in der Station Waldgarten nach der Sanierung
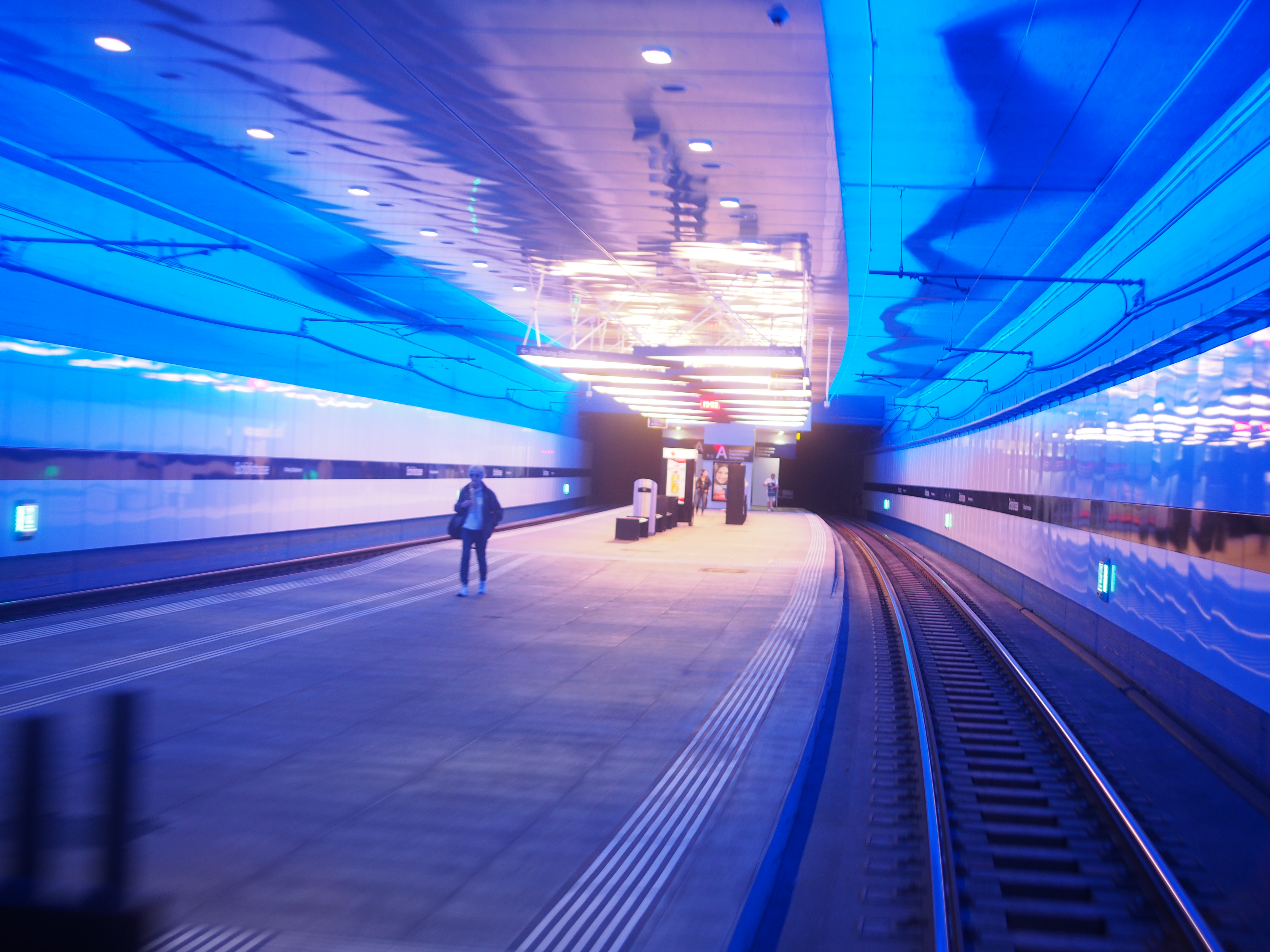
Station Ueberlandpark
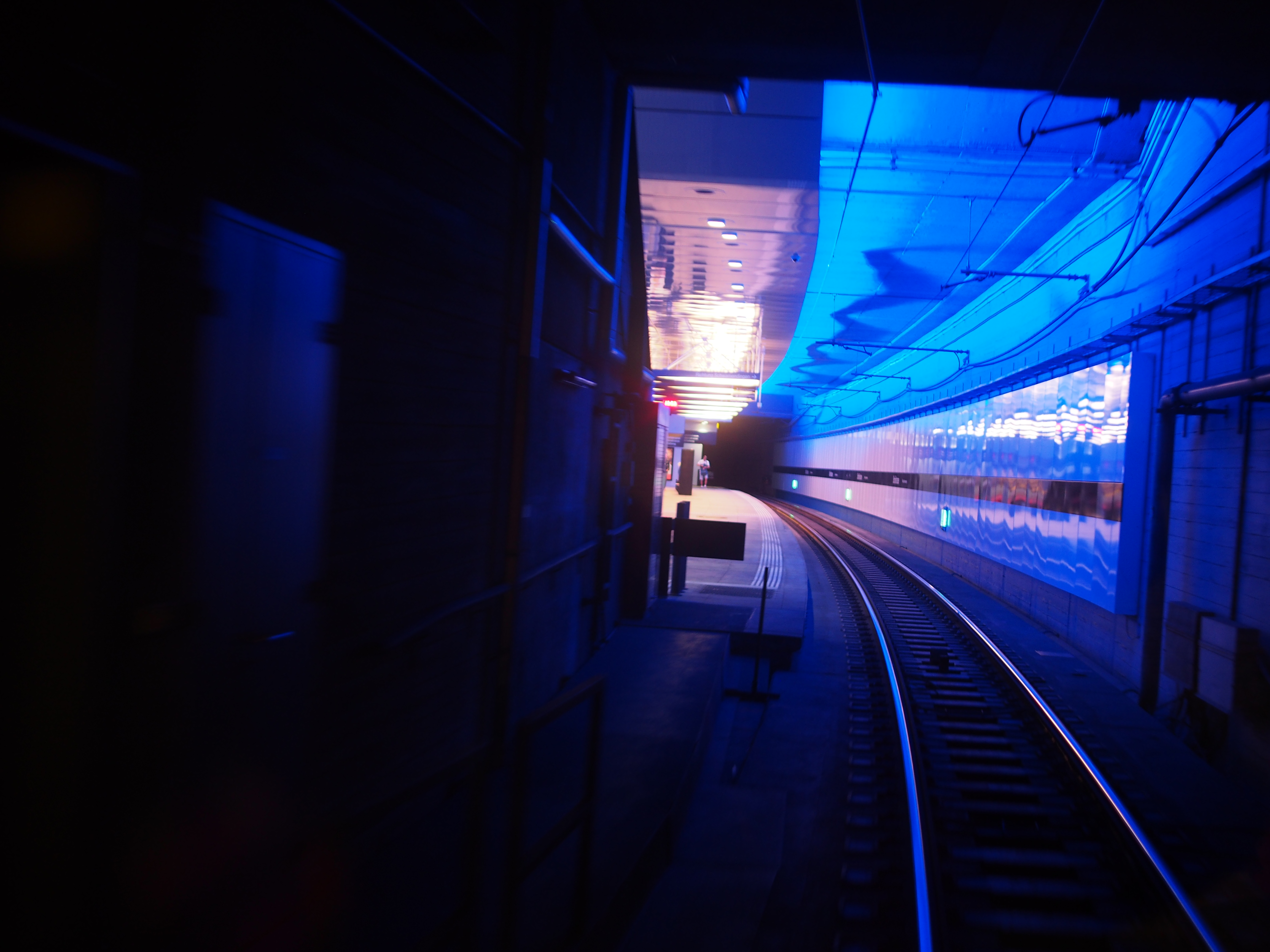
Ausfahrt aus der Station Ueberlandpark
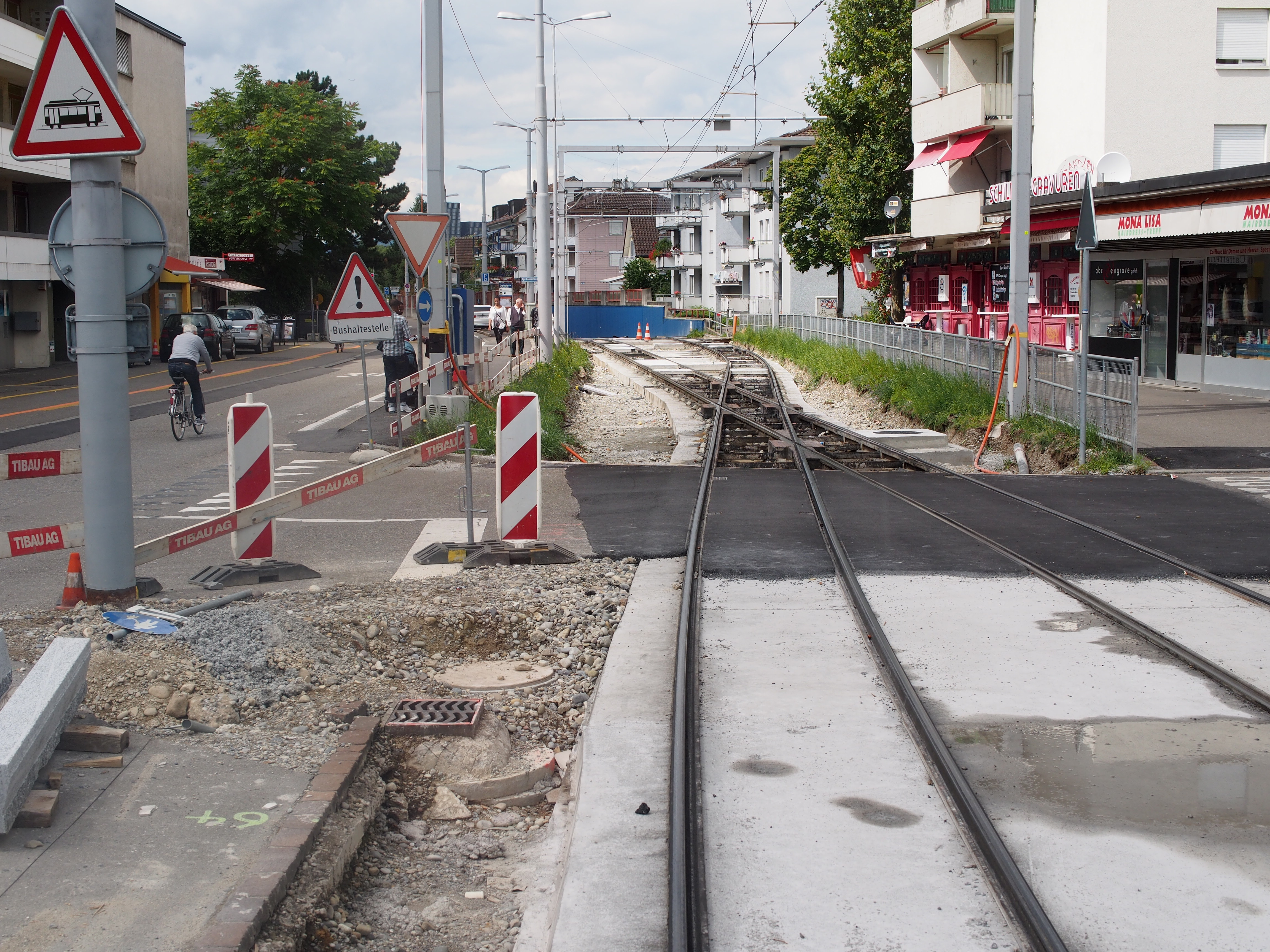
Gleiskreuzung in Schwamendingen
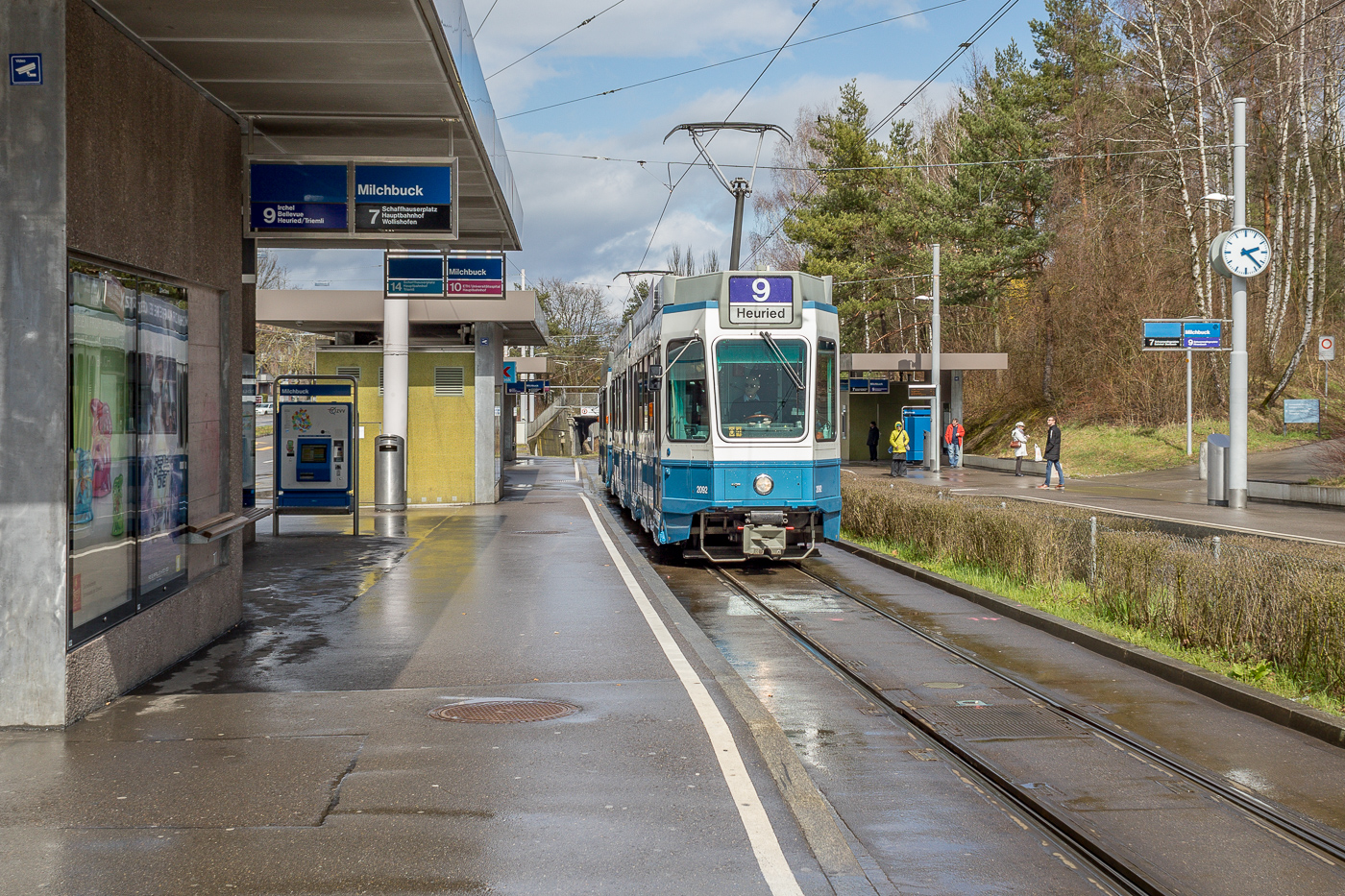
Tram bei der Haltestelle Milchbuck